# David-Vital Landry
Pour les articles homonymes, voir Landry.
David-Vital Landry (1866-1929), était un docteur, un fermier et un homme politique canadien du Nouveau-Brunswick.

## Biographie
David-Vital Landry naît le 14 juillet 1866 à Memramcook et suit des études au Collège Saint-Joseph puis à l'Université Laval où il obtient un doctorat de médecine. Il entame sa carrière de médecin à Memramcook de 1892 à 1894 puis à Bouctouche, où il exerce jusqu'à sa mort.
Tout en étant médecin, il se lance néanmoins en politique et devient conseiller municipal de la paroisse de Wellington de 1900 à 1901. Il est ensuite élu député conservateur de la circonscription de Kent à l'Assemblée législative du Nouveau-Brunswick le 3 mars 1908. Il est nommé commissaire de l'Agriculture dans le Gouvernement Hazen le 24 mars 1908, puis dans le Gouvernement Flemming le 16 octobre 1911.
Landry est réélu en 1912 et devient alors Ministre de l'Agriculture mais démissionne le 22 janvier 1914 pour prendre les fonctions de secrétaire-trésorier de la province qu'il garde jusqu'en 1917, lorsqu'il est battu aux élections générales. Il se représente en 1920 et en 1925, mais ne parvient pas à reprendre son siège.
Fervent Acadien, Landry est membre de la Société l'Assomption et en devient même le président de 1913 à 1919. Il prend la tête en 1917 d'un comité dont le but est d'acheter un terrain à Grand-Pré, en Nouvelle-Écosse, afin d'y aménager un parc et de bâtir une église commémorative (devenu aujourd'hui le site historique national de Grand-Pré). Il milite également à la Société nationale de l'Assomption et en sera le vice-président en 1907. Il s'implique aussi dans les médias en étant membre du Conseil d'administration du journal L'Évangéline.
Il meurt le 18 décembre 1929 à Bathurst.